# Pridefestivaler och -parader i Sverige

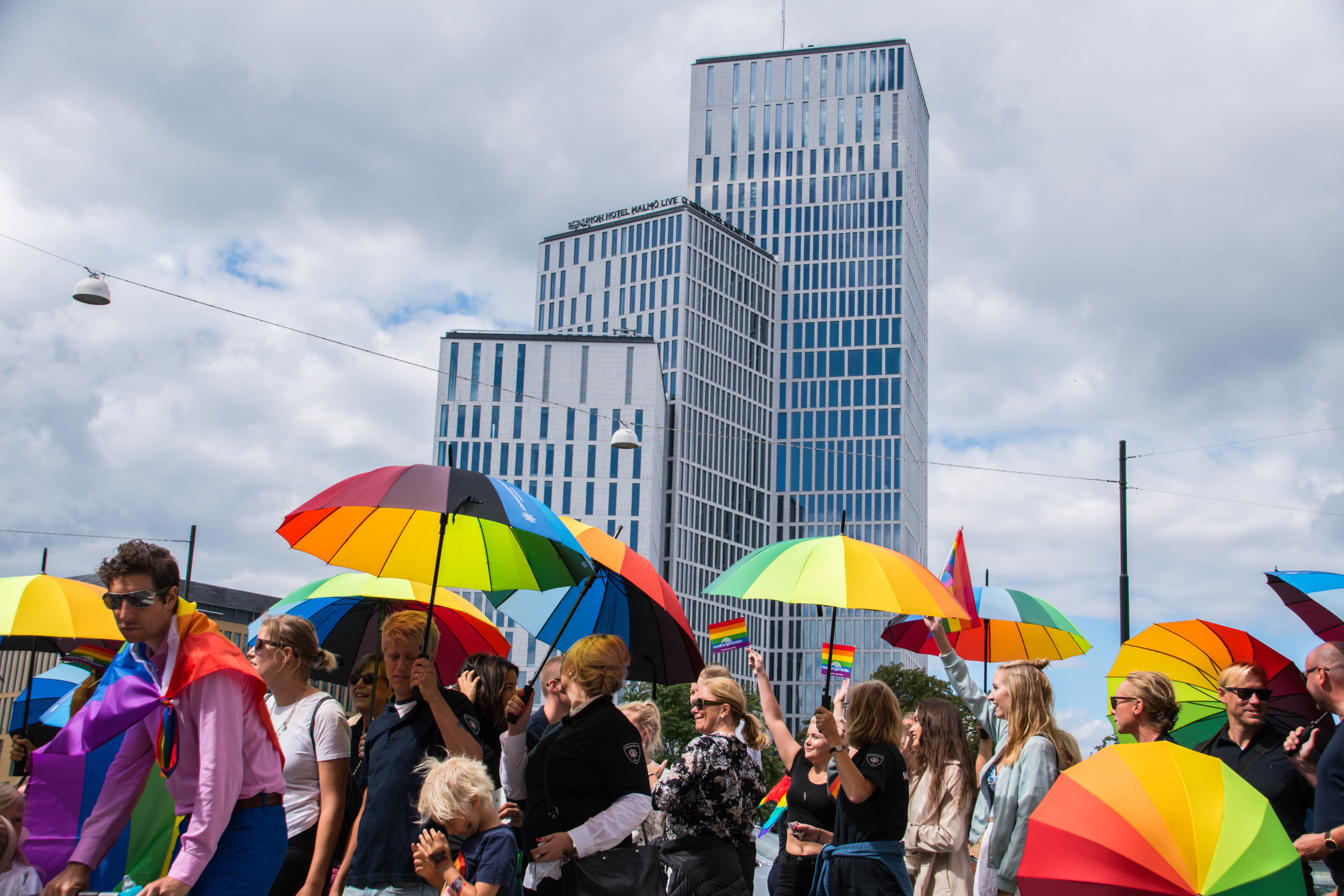
Malmö Pride 2017

Sveriges första prideparader hölls under 1971 med mellan 20 och 30 deltagare. På 2020-talet arrangeras ungefär 120 Pridefestivaler i Sverige varje år, varav den största av dessa är Stockholm Pride med omkring 50 000 deltagare och 500 000 åskådare.

## Historia
De första svenska demonstrationerna för homosexuellas rättigheter hölls under vår, sommar och höst 1971: den 15 maj i Örebro, 22 maj i Uppsala, 27 juni i Stockholm samt 30 oktober i Malmö. Arrangörer i Örebro respektive Stockholm var föreningen Gay Power Club som fått inspirationen från Gay Liberation-aktivismen i USA. Sedan dröjde det ett flertal år innan en liknande manifestation skulle hållas i Sverige. Den 3 september 1977 arrangerade RFSL Stockholm, Lesbisk Front, Homosexuella Socialister och RFSU ”Homosexuella frigörelsedagen” där 300-400 personer deltog. Dagen arrangerades även 1978 och 1979 utökades arrangemanget till "Homosexuella frigörelseveckan". År 1980 hade veckan 2 400 deltagare och 1985 deltog 5 000 i veckans demonstration.

I slutet av 1990-talet bildades en förening som ansöker om att få arrangera Europride i Stockholm. I paraden, som genomfördes 1998, deltog runt 10 000 personer. För att det skulle vara möjligt att fortsätta arrangera Stockholm Pride bildas en ny förening, som arrangerar sin första pride i Stockholm 1999. 2007 grundades festivalen HBT-GBG, idag mer känd under namnet West Pride. 2014 arrangerades den första samiska prideparaden i Kiruna. År 2016 startades den ideella föreningen Svenska Pride som samlar pridearrangörer i hela landet.

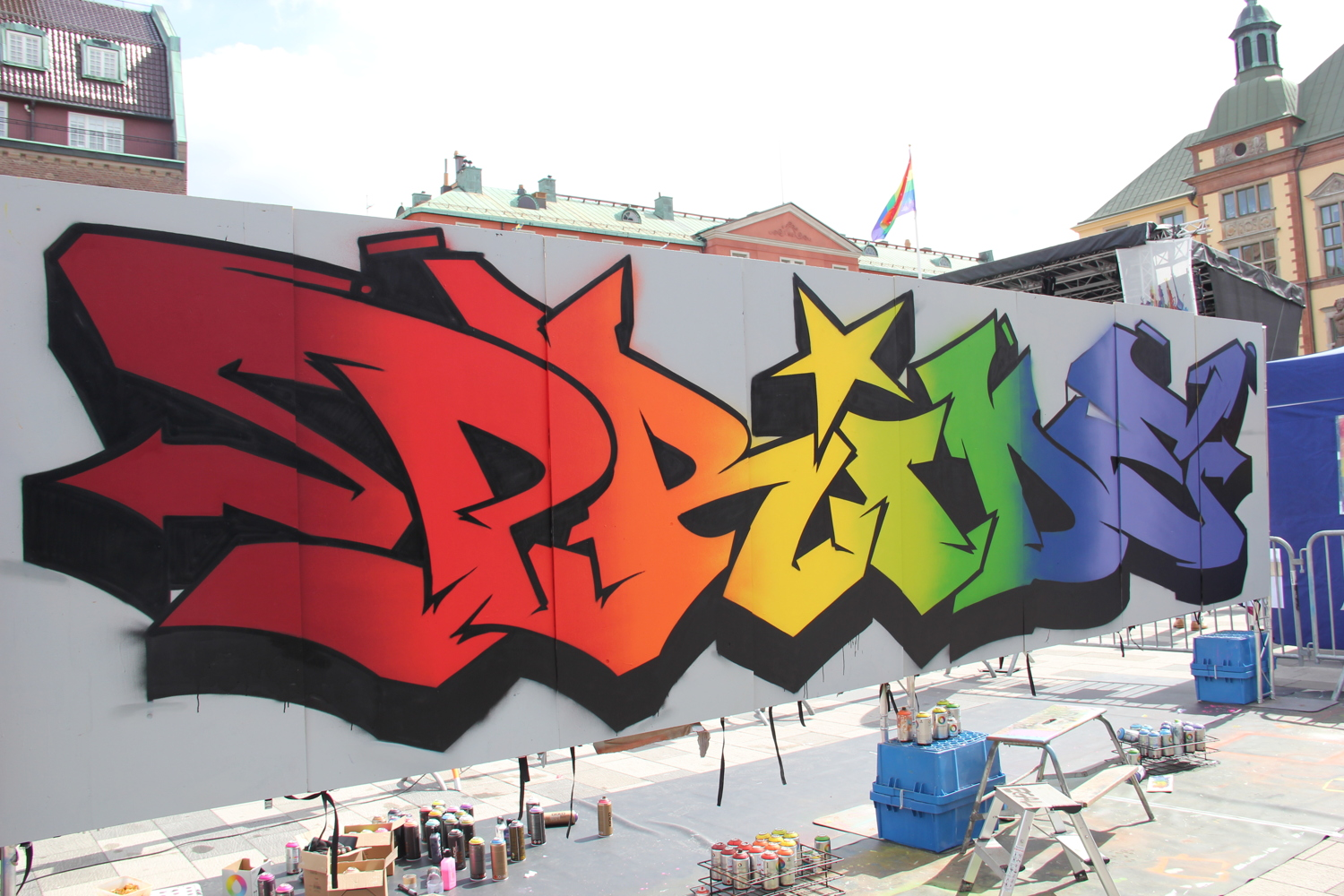
Graffitimålning under Springpride i Eskilstuna 2016.

## Pridefestivaler i Sverige

### Arvika Pride
Arvika Pride anordnades första gången 2018 och initiativtagare var Arvika konstförening. 300-400 personer deltog i pridetåget 2018.

### Borås Pride

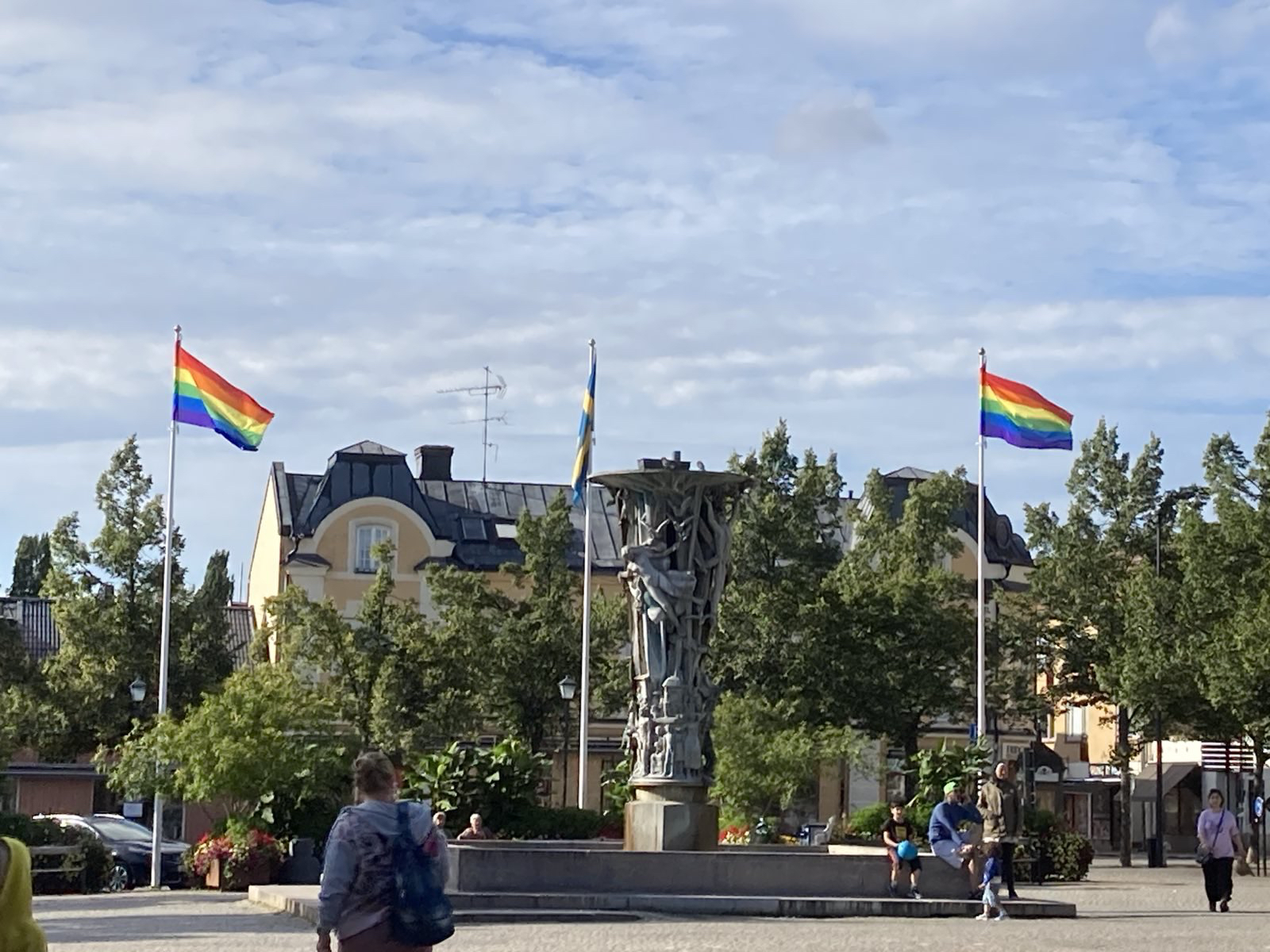
Prideflaggor vajar på Stora torget i Enköping under Enköping Pride 2024.

### Enköping Pride
Enköping Pride anordnades första gången 2024 av föreningen Enköping Pride. Omkring 1000 personer deltog i festivalen och 400 personer i paraden. Invigningstalare var Lukas Renklint.
Festivalen anordnades med stöd av Enköpings kommun som också flaggade med regnbågsflaggor under festivaldagen. Tidigare under året hade en motion avslagits av kommunfullmäktige om att endast "neutrala officiella flaggor [...] ska hissas på Enköpings kommuns flaggstänger" varför flaggningen gick att genomföra.

### Pride Falkenberg
Pride Falkenberg anordnades första gången 2014.

### Falu Pride
2014 deltog 400 personer i pridetåget, 2015 ökade deltagarantalet till 1200.

### Gotland Pride
Gotland Pride anordnades första gången 2012. I Visby anordnas även sedan 2014 Mångfaldsparaden under Almedalsveckan, för att visa stöd för "samhällets mångfald, solidaritet och kärlek".

### Hemavan Winter Pride
Hemavan Winter Pride anordnades första gången 2014.

### Pride Hudik (Hudiksvall)
Pride Hudik anordnades första gången 2014.

### Human Pride (Arvidsjaur)
Human Pride är en ideell förening som verkar för att främja jämlikhet, mångfald och inkludering i Arvidsjaurs kommun. Föreningen engagerar sig i att skapa säkra och stöttande miljöer för HBTQI-personer, nysvenskar och andra minoritetsgrupper och arbetar aktivt för att öka medvetenheten om mänskliga rättigheter, mångfald, feminism, HBTQI-frågor, antirasism och social rättvisa. 

### Jönköping Pride
Jönköping Pride anordnades första gången 2013.

### Karlskrona Pride
Karlskrona Pride anordnades första gången 2014.

### Wermland Pride (Karlstad)
Wermland Pride anordnades första gången 2007. 2010 deltog 170 personer i paraden och 2023 deltog c:a Mall:Fomatnum:3000 personer i paraden.

### Pite älv Pride
Pite älv Pride anordnas som en turnéfestival längs med Pite älv. Hösten 2018 anordnades evenemang i Arjeplog, Arvidsjaur, Älvsbyn och Piteå.

### Sala Pride
Sala Pride anordnades första gången i maj 2017 av föreningen Sala Pride. De senaste åren har den ägt rum i september.

### Sápmi Pride
Sápmi Pride arrangeras i hela Sápmi och har hittills arrangerats i länderna Finland, Norge och Sverige.

### Svenljunga och Tranemo Pride
Festivalen arrangerades första gången i maj 2019 som Tranemo Pride. Därefter har den ägt rum i oktober.

### Söderhamn Pride
Söderhamn Pride anordnades första gången 2013.

### Tornedalen Pride
Tornedalen Pride anordnades första gången 2014 i Pajala i samband med Pajala marknad. Evenemanget 2014 kritiserades av församlingsmedlemmar tillhörande laestadianismen och de lokala kristdemokraterna deltog därför inte i den debatt som anordnades i samband med evenemanget. 2023 ställdes evenemanget in på grund av utebliven finansiering från Pajala kommun. 2024 firade Tornedalen Pride 10-årsjubileum.

### Västerås Pride
Västerås Pride anordnades första gången 2013.

### Växjö Pride
Växjö Pride anordnades första gången 2014.